# División de Honor B de rugby 2025-26
La División de Honor B de rugby 2025-26 será la 28.ª edición edición de la División de Honor B y la 1.ª siendo la tercera competición de rugby de España desde la reestructuración en 2025. El torneo es organizado por la Real Federación Española de Rugby, al igual que la División de Honor y la División de Honor Élite.
Para esta temporada, la primera jornada se organizó para el 5 de octubre, mientras que la última fecha de la categoría será el día 26 de mayo de 2026 según el calendario oficial.

## Sistema de competición
- Se disputan dos fases de liga regular más unos Play-Offs.  La primera fase de esta Competición Nacional se juega en cada grupo por sistema de liga a una vuelta todos contra todos. Finalizada dicha primera vuelta de liga regular se disputa la segunda fase en la que los 3 primeros equipos clasificados de cada uno de los grupos (9 equipos en total) compiten entre sí en una liga regular a una sola vuelta (8 jornadas) conformando un nuevo grupo llamado Ascenso. En esta competición (o Grupo Ascenso) no se tienen en cuenta los resultados y puntos obtenidos por estos equipos en sus respectivos grupos durante la primera fase, partiendo todos ellos de cero.

- Finalizada esta segunda fase, la competición se decide mediante sistema de Play Off a partido único entre los 4 primeros clasificados, en dos eliminatorias. En la primera eliminatoria se enfrentan el 1º contra el 4º y el 2º contra el 3º, disputándose el partido en el campo del equipo mejor clasificado en la segunda fase de la liga regular. La final se disputa también a partido único entre los dos vencedores de las eliminatorias anteriores, jugándose el partido en el campo del equipo mejor clasificado en la segunda fase de la liga regular.

- El resto de los equipos de cada grupo (A, B y C, 5 por cada uno de ellos) disputan la segunda fase mediante sistema de liga regular en sus respectivos grupos (todos contra todos) a una doble vuelta (10 jornadas en cada grupo, jugando 8 partidos cada equipo). En este caso, tampoco se tienen en cuenta los resultados y puntos obtenidos por estos equipos en sus respectivos grupos durante la primera fase, partiendo todos ellos de cero. [1]

### Ascensos y descensos
- El campeón perteneciente al Grupo Ascenso, ascienden para la temporada 2026/27 a la División de Honor Élite, la nueva segunda categoría del rugby español. Dicho equipo no podrá ser de un club que ya milite o tenga equipo en la División de Honor o División de Honor Élite.

- Bajarán tantos equipos como sean necesarios con el fin de tener 8 equipos en cada grupo geográfico en la temporada 2026-27, teniendo en cuenta que al menos un equipo de Regional ascenderá.

### Sistema de puntuación
- Cada victoria suma 4 puntos.
- Cada empate suma 2 puntos.
- Cuatro ensayos en un partido suma 1 punto de bonus.
- Perder por una diferencia de siete puntos o inferior suma 1 punto de bonus.

## Equipos participantes

### Grupo A (Norte)
| Equipo                           | Ciudad          | Entrenador                     | Estadio                              | Capacidad |
| -------------------------------- | --------------- | ------------------------------ | ------------------------------------ | --------- |
| Steelphalt Getxo R. T.           | Guecho          | Bandera de ?                   | Ciudad Deportiva de Fadura           | 1000      |
| Gesalaga Okelan Gipuzkoa Sortzen | Zarauz          | François Meyranx Facundo Orive | Campo de rugby Asti                  | 800       |
| Gaztedi R. T.                    | Vitoria         | Bandera de ?                   | Polideportivo Parque de Gamarra      | 1000      |
| Universitario Bilbao Rugby       | Bilbao          | Bandera de ?                   | Polideportivo Errekalde              | 400       |
| Cormorán R. C. Santander         | Santander       | Leo Bulacio                    | Campo municipal de San Román         | 600       |
| La Única R. T.                   | Pamplona        | Bandera de ?                   | I. D. Universidad Pública de Navarra | 500       |
| Real Oviedo Rugby                | Oviedo          | Bandera de ?                   | Campo de rugby El Naranco            | 600       |
| Rugby Aranda Freund              | Aranda de Duero | Bandera de ?                   | Campo de rugby Virgen de las Viñas   | 500       |

### Grupo B (Este-Levante)
Debido a la renuncia del Rugby Club L'Hospitalet a su plaza en la División de Honor Élite que había conseguido tras participara en el grupo Élite en la temporada anterior, el L'Hospitalet cedió su plaza al Fénix Club de Rugby Zaragoza. 
| Equipo                    | Ciudad                              | Entrenador   | Estadio                      | Capacidad |
| ------------------------- | ----------------------------------- | ------------ | ---------------------------- | --------- |
| V. P. C. Andorra Rugby XV | Andorra                             | Bandera de ? | Por confirmar                | ?         |
| R. C. L'Hospitalet        | Hospitalet de Llobregat (Barcelona) | Bandera de ? | Campo de rugby Feixa Llarga  | 300       |
| C. N. Poble Nou           | Pueblo Nuevo (Barcelona)            | Bandera de ? | C. E. M. Mar Bella           | 100       |
| Barcelona U. C.           | Barcelona                           | Bandera de ? | La Foixarda                  | 1200      |
| R. C. Sitges              | Sitges                              | Bandera de ? | Campo de rugby de Pins Vens  | 300       |
| CAU Valencia              | Valencia                            | Bandera de ? | Campo de rugby del Río Turia | 500       |
| El Toro R. C.             | Calviá                              | Bandera de ? | Campo de rugby Son Caliu     | 500       |
| R. C. Ponent              | Palma de Mallorca                   | Bandera de ? | Campo de rugby Son Caliu     | 500       |

### Grupo C (Centro-Sur)
| Equipo                        | Ciudad                     | Entrenador   | Estadio                             | Capacidad |
| ----------------------------- | -------------------------- | ------------ | ----------------------------------- | --------- |
| C. R. Alcalá                  | Alcalá de Henares (Madrid) | Bandera de ? | Estadio municipal Luisón Abad       | 500       |
| C. R. Majadahonda             | Majadahonda (Madrid)       | Bandera de ? | Campo de rugby Valle del Arcipreste | 750       |
| Hermo Soto del Real           | Soto del Real (Madrid)     | Bandera de ? | Parque Deportivo Puerta de Hierro   | 1000      |
| C. D. Arquitectura            | Madrid                     | Bandera de ? | Campo de rugby Las Leonas           | 800       |
| Silicius Alcobendas Rugby "B" | Alcobendas                 | Bandera de ? | Las Terrazas                        | 2000      |
| Jaén Rugby                    | Jaén                       | Bandera de ? | Campo de rugby Las Lagunillas       | 400       |
| C. R. Málaga                  | Málaga                     | Bandera de ? | Estadio Ciudad de Málaga            | 7562      |
| C. A. R. Coanda Sevilla       | Sevilla                    | Bandera de ? | Polideportivo San Pablo             | 5000      |

## Grupos

### Primera fase

#### Grupo A
|                                                                | Equipo                           | Puntos | J | G | E | P | TF | TC | DT | EF | EC | DE | BO | BD |
| -------------------------------------------------------------- | -------------------------------- | ------ | - | - | - | - | -- | -- | -- | -- | -- | -- | -- | -- |
| 1                                                              | Steelphalt Getxo R. T.           | 0      | 0 | 0 | 0 | 0 | 0  | 0  | 0  | 0  | 0  | 0  | 0  | 0  |
| 2                                                              | Gesalaga Okelan Gipuzkoa Sortzen | 0      | 0 | 0 | 0 | 0 | 0  | 0  | 0  | 0  | 0  | 0  | 0  | 0  |
| 3                                                              | Gaztedi R. T.                    | 0      | 0 | 0 | 0 | 0 | 0  | 0  | 0  | 0  | 0  | 0  | 0  | 0  |
| 4                                                              | Universitario Bilbao Rugby       | 0      | 0 | 0 | 0 | 0 | 0  | 0  | 0  | 0  | 0  | 0  | 0  | 0  |
| 5                                                              | Cormorán R. C. Santander         | 0      | 0 | 0 | 0 | 0 | 0  | 0  | 0  | 0  | 0  | 0  | 0  | 0  |
| 6                                                              | La Única R. T.                   | 0      | 0 | 0 | 0 | 0 | 0  | 0  | 0  | 0  | 0  | 0  | 0  | 0  |
| 7                                                              | Real Oviedo Rugby                | 0      | 0 | 0 | 0 | 0 | 0  | 0  | 0  | 0  | 0  | 0  | 0  | 0  |
| 8                                                              | Rugby Aranda Freund              | 0      | 0 | 0 | 0 | 0 | 0  | 0  | 0  | 0  | 0  | 0  | 0  | 0  |
| Fuente: Federación Española de Rugby; actualización automática |                                  |        |   |   |   |   |    |    |    |    |    |    |    |    |

#### Grupo B
|                                                                | Equipo                    | Puntos | J | G | E | P | TF | TC | DT | EF | EC | DE | BO | BD |
| -------------------------------------------------------------- | ------------------------- | ------ | - | - | - | - | -- | -- | -- | -- | -- | -- | -- | -- |
| 1                                                              | V. P. C. Andorra Rugby XV | 0      | 0 | 0 | 0 | 0 | 0  | 0  | 0  | 0  | 0  | 0  | 0  | 0  |
| 2                                                              | R. C. L'Hospitalet        | 0      | 0 | 0 | 0 | 0 | 0  | 0  | 0  | 0  | 0  | 0  | 0  | 0  |
| 3                                                              | C. N. Poble Nou           | 0      | 0 | 0 | 0 | 0 | 0  | 0  | 0  | 0  | 0  | 0  | 0  | 0  |
| 4                                                              | Barcelona U. C.           | 0      | 0 | 0 | 0 | 0 | 0  | 0  | 0  | 0  | 0  | 0  | 0  | 0  |
| 5                                                              | R. C. Sitges              | 0      | 0 | 0 | 0 | 0 | 0  | 0  | 0  | 0  | 0  | 0  | 0  | 0  |
| 6                                                              | CAU Valencia              | 0      | 0 | 0 | 0 | 0 | 0  | 0  | 0  | 0  | 0  | 0  | 0  | 0  |
| 7                                                              | El Toro R. C.             | 0      | 0 | 0 | 0 | 0 | 0  | 0  | 0  | 0  | 0  | 0  | 0  | 0  |
| 8                                                              | R. C. Ponent              | 0      | 0 | 0 | 0 | 0 | 0  | 0  | 0  | 0  | 0  | 0  | 0  | 0  |
| Fuente: Federación Española de Rugby; actualización automática |                           |        |   |   |   |   |    |    |    |    |    |    |    |    |

#### Grupo C
|                                                                | Equipo                        | Puntos | J | G | E | P | TF | TC | DT | EF | EC | DE | BO | BD |
| -------------------------------------------------------------- | ----------------------------- | ------ | - | - | - | - | -- | -- | -- | -- | -- | -- | -- | -- |
| 1                                                              | C. R. Alcalá                  | 0      | 0 | 0 | 0 | 0 | 0  | 0  | 0  | 0  | 0  | 0  | 0  | 0  |
| 2                                                              | C. R. Majadahonda             | 0      | 0 | 0 | 0 | 0 | 0  | 0  | 0  | 0  | 0  | 0  | 0  | 0  |
| 3                                                              | Hermo Soto del Real           | 0      | 0 | 0 | 0 | 0 | 0  | 0  | 0  | 0  | 0  | 0  | 0  | 0  |
| 4                                                              | C. D. Arquitectura            | 0      | 0 | 0 | 0 | 0 | 0  | 0  | 0  | 0  | 0  | 0  | 0  | 0  |
| 5                                                              | Silicius Alcobendas Rugby "B" | 0      | 0 | 0 | 0 | 0 | 0  | 0  | 0  | 0  | 0  | 0  | 0  | 0  |
| 6                                                              | Jaén Rugby                    | 0      | 0 | 0 | 0 | 0 | 0  | 0  | 0  | 0  | 0  | 0  | 0  | 0  |
| 7                                                              | C. R. Málaga                  | 0      | 0 | 0 | 0 | 0 | 0  | 0  | 0  | 0  | 0  | 0  | 0  | 0  |
| 8                                                              | C. A. R. Coanda Sevilla       | 0      | 0 | 0 | 0 | 0 | 0  | 0  | 0  | 0  | 0  | 0  | 0  | 0  |
| Fuente: Federación Española de Rugby; actualización automática |                               |        |   |   |   |   |    |    |    |    |    |    |    |    |

### Segunda fase

#### Grupo Ascenso
|   | Equipo | Puntos | J | G | E | P | TF | TC | DT | EF | EC | DE | BO | BD |
| - | ------ | ------ | - | - | - | - | -- | -- | -- | -- | -- | -- | -- | -- |
| 1 |        | 0      | 0 | 0 | 0 | 0 | 0  | 0  | 0  | 0  | 0  | 0  | 0  | 0  |
| 2 |        | 0      | 0 | 0 | 0 | 0 | 0  | 0  | 0  | 0  | 0  | 0  | 0  | 0  |
| 3 |        | 0      | 0 | 0 | 0 | 0 | 0  | 0  | 0  | 0  | 0  | 0  | 0  | 0  |
| 4 |        | 0      | 0 | 0 | 0 | 0 | 0  | 0  | 0  | 0  | 0  | 0  | 0  | 0  |
| 5 |        | 0      | 0 | 0 | 0 | 0 | 0  | 0  | 0  | 0  | 0  | 0  | 0  | 0  |
| 6 |        | 0      | 0 | 0 | 0 | 0 | 0  | 0  | 0  | 0  | 0  | 0  | 0  | 0  |
| 7 |        | 0      | 0 | 0 | 0 | 0 | 0  | 0  | 0  | 0  | 0  | 0  | 0  | 0  |
| 8 |        | 0      | 0 | 0 | 0 | 0 | 0  | 0  | 0  | 0  | 0  | 0  | 0  | 0  |
| 9 |        | 0      | 0 | 0 | 0 | 0 | 0  | 0  | 0  | 0  | 0  | 0  | 0  | 0  |

#### Grupo A
|   | Equipo | Puntos | J | G | E | P | TF | TC | DT | EF | EC | DE | BO | BD |
| - | ------ | ------ | - | - | - | - | -- | -- | -- | -- | -- | -- | -- | -- |
| 1 |        | 0      | 0 | 0 | 0 | 0 | 0  | 0  | 0  | 0  | 0  | 0  | 0  | 0  |
| 2 |        | 0      | 0 | 0 | 0 | 0 | 0  | 0  | 0  | 0  | 0  | 0  | 0  | 0  |
| 3 |        | 0      | 0 | 0 | 0 | 0 | 0  | 0  | 0  | 0  | 0  | 0  | 0  | 0  |
| 4 |        | 0      | 0 | 0 | 0 | 0 | 0  | 0  | 0  | 0  | 0  | 0  | 0  | 0  |
| 5 |        | 0      | 0 | 0 | 0 | 0 | 0  | 0  | 0  | 0  | 0  | 0  | 0  | 0  |

#### Grupo B
|   | Equipo | Puntos | J | G | E | P | TF | TC | DT | EF | EC | DE | BO | BD |
| - | ------ | ------ | - | - | - | - | -- | -- | -- | -- | -- | -- | -- | -- |
| 1 |        | 0      | 0 | 0 | 0 | 0 | 0  | 0  | 0  | 0  | 0  | 0  | 0  | 0  |
| 2 |        | 0      | 0 | 0 | 0 | 0 | 0  | 0  | 0  | 0  | 0  | 0  | 0  | 0  |
| 3 |        | 0      | 0 | 0 | 0 | 0 | 0  | 0  | 0  | 0  | 0  | 0  | 0  | 0  |
| 4 |        | 0      | 0 | 0 | 0 | 0 | 0  | 0  | 0  | 0  | 0  | 0  | 0  | 0  |
| 5 |        | 0      | 0 | 0 | 0 | 0 | 0  | 0  | 0  | 0  | 0  | 0  | 0  | 0  |

#### Grupo C
|   | Equipo | Puntos | J | G | E | P | TF | TC | DT | EF | EC | DE | BO | BD |
| - | ------ | ------ | - | - | - | - | -- | -- | -- | -- | -- | -- | -- | -- |
| 1 |        | 0      | 0 | 0 | 0 | 0 | 0  | 0  | 0  | 0  | 0  | 0  | 0  | 0  |
| 2 |        | 0      | 0 | 0 | 0 | 0 | 0  | 0  | 0  | 0  | 0  | 0  | 0  | 0  |
| 3 |        | 0      | 0 | 0 | 0 | 0 | 0  | 0  | 0  | 0  | 0  | 0  | 0  | 0  |
| 4 |        | 0      | 0 | 0 | 0 | 0 | 0  | 0  | 0  | 0  | 0  | 0  | 0  | 0  |
| 5 |        | 0      | 0 | 0 | 0 | 0 | 0  | 0  | 0  | 0  | 0  | 0  | 0  | 0  |

## Fase de Ascenso

### Semifinales
| División de Honor B de España (Fase de Ascenso); |  | vs. |  |  |  |

| División de Honor B de España (Fase de Ascenso); |  | vs. |  |  |  |

### Final
| División de Honor B de España (Fase de Ascenso); 25 de mayo de 2026 |  | vs. |  |  |  |

| Por un resultado global favorable de ? - ?: Asciende a la División de Honor Élite para la temporada 2026-27: |